# Boy Erased
Boy Erased là một bộ phim tiểu sử Mỹ năm 2018 dựa trên cuốn hồi ký cùng tên năm 2016 của Garrard Conley. Nó được viết cho màn hình và được đạo diễn bởi Joel Edgerton, người cũng sản xuất cùng với Kerry Kohansky Roberts và Steve Golin. Phim có sự tham gia của Lucas Hedges, Nicole Kidman, Russell Crowe và Edgerton và theo chân con trai của cha mẹ Baptist, người bị buộc phải tham gia một chương trình liệu pháp chuyển đổi đồng tính.
Boy Erased được công chiếu tại Liên hoan phim Telluride vào ngày 1 tháng 9 năm 2018, và cũng được chiếu tại Liên hoan phim quốc tế Toronto. Bộ phim được phát hành tại Hoa Kỳ vào ngày 2 tháng 11 năm 2018, bởi Tính năng tập trung và thu về hơn 11 triệu đô la trên toàn thế giới. Nó nhận được đánh giá tích cực từ các nhà phê bình, những người chủ yếu ca ngợi diễn xuất của các diễn viên, và nhận được nhiều đề cử giải thưởng khác nhau, bao gồm hai đề cử Giải Quả cầu vàng: Diễn viên xuất sắc nhất cho Hedges và Bài hát gốc hay nhất cho "Revelation". Bộ phim đã giành được Giải thưởng truyền thông GLAAD cho phim xuất sắc - Phát hành giới hạn tại Giải thưởng truyền thông GLAAD lần thứ 30.

## Nội dung
Jared Eamons (Lucas Hedges) là con trai của Marshall Eamons (Russell Crowe), một người bán xe thành công và Baptist người giảng đạo ở Arkansas, và Nancy Eamons (Nicole Kidman), một thợ làm tóc tự phong. Anh bắt đầu ngày đầu tiên tại chương trình đánh giá liệu pháp chuyển đổi đồng tính Love In Action ở Memphis, Tennessee. Nhà trị liệu trưởng Victor Sykes (Joel Edgerton) nói với nhóm rằng tình dục của họ là một lựa chọn bị ảnh hưởng bởi việc nuôi dạy con cái kém. Ông hướng dẫn họ thực hiện những "kiểm kê đạo đức" khắc nghiệt của bản thân và gia đình và yêu cầu họ không được nói cho ai khác về những gì xảy ra trong các phiên họp. Nancy thuê một nhà nghỉ gần đó để cô ấy và Jared ở lại cho đến khi anh ta hoàn thành việc đánh giá; tuy nhiên, Jared sớm phát hiện ra rằng liệu pháp này không có điểm kết thúc, và có thể yêu cầu anh ta chuyển đến một ngôi nhà trong khuôn viên trường nếu anh ta không thuyết phục được Sykes rằng anh ta đã trở thành thẳng.
Cuộc sống của Jared trước khi vào chương trình cho thấy anh ta được điều chỉnh tốt và hạnh phúc, mặc dù anh ta chia tay với bạn gái khi bắt đầu học đại học. Khi đó, anh kết bạn với một sinh viên khác, Henry (Joe Alwyn), và có một cuộc gặp gỡ ngắn ngủi, lãng mạn, thân mật với một sinh viên nghệ thuật, Xavier (Théodore Pellerin). Trong khi ở lại đêm trong phòng ký túc xá của Jared, Henry hãm hiếp Jared và rơi nước mắt thú nhận rằng anh ta đã làm điều tương tự với một người đàn ông trẻ tuổi khác. Bị chấn thương, Jared trở về nhà để hồi phục. Henry gọi nhà của Eamons và đóng giả làm cố vấn trường học để công khai đồng tính Jared và đảm bảo sự im lặng của anh ta. Jared thú nhận bị thu hút bởi đàn ông. Sau khi tham khảo ý kiến với các mục sư khác, Marshall đăng ký cho anh ta trị liệu chuyển đổi, mà Jared miễn cưỡng đồng ý.
Vài tuần sau khi trị liệu, Jared được biết những người tham dự khác cũng đang tìm cách trở nên thẳng thắn. Một số người, như Jon (Xavier Dolan), rất cuồng nhiệt khi chuyển đổi đến mức họ từ chối thậm chí không chạm vào người đàn ông khác. Những người khác, như Gary (Troye Sivan), chỉ đơn thuần là "đóng vai", giả vờ rằng liệu pháp này có hiệu quả cho đến khi họ có thể được thả ra và trở lại cuộc sống bình thường. Với sự khăng khăng của mình, Jared cho phép Nancy đọc cuốn cẩm nang của chương trình, trong đó chứa đầy tâm lý nghi vấn và lỗi ngữ pháp rõ ràng. Sau khi thất bại trong một bài tập, người tham dự Cameron (Britton Sear) bị Sykes làm bẽ mặt trước nhóm và bị đe dọa với một dịch vụ tang lễ giả. Cameron sau đó bị cả nhà trị liệu và gia đình của mình đánh đập và buộc phải ngâm mình trong bồn tắm trong một trong những ngôi nhà giống như nhà tù của chương trình.
Jared thách thức Sykes khi nhà trị liệu gợi ý trong một bài tập mà Jared ghét cha mình. Anh ta xông ra khỏi phòng, lấy điện thoại di động thành công và gọi cho Nancy để đón anh ta. Mặc dù Sykes, các cố vấn của anh ta và những người tham dự khác ở góc Jared, Cameron vẫn đứng lên bảo vệ anh ta và hộ tống Jared an toàn cho Nancy, người đưa anh ta về nhà, kinh hoàng và xấu hổ khi cô cho phép Marshall đăng ký anh ta vào một chương trình không có kinh nghiệm. Marshall vẫn tức giận về việc Jared bỏ chương trình và từ chối nói chuyện với anh ta. Ngay sau đó, Jared biết rằng Cameron đã tự sát trong khi vẫn đang chăm sóc chương trình. Jared trở nên quẫn trí. Marshall đến gần Jared để an ủi anh, nhưng Jared quay đi.
Bốn năm sau, Jared đã chuyển đến Thành phố New York. Ông viết một bài báo phơi bày thực tế của liệu pháp chuyển đổi. Jared trở về nhà để thuyết phục cha mình đọc bài báo và chịu trách nhiệm về hành động của mình. Hai người bắt đầu hòa giải.

## Diễn viên
- Lucas Hedges vai Jared Eamons (dựa trên Garrard Conley)[a]
- Nicole Kidman vai Nancy Eamons (dựa trên Martha Conley)
- Russell Crowe vai Marshall Eamons (dựa trên Hershel Conley)
- Joel Edgerton vai Victor Sykes (dựa trên John Smid)
- Joe Alwyn vai Henry Wallace
- Xavier Dolan vai Jon
- Troye Sivan vai Gary
- Britton Sear vai Cameron
- Théodore Pellerin vai Xavier
- Cherry Jones vai Dr. Muldoon
- Flea vai Brandon
- Madelyn Cline vai Chloe
- Emily Hinkler vai Lee
- Jesse LaTourette vai Sarah
- David Joseph Craig vai Michael
- Matt Burke vai Simon
- David Ditmore vai Phillip

## Sản xuất

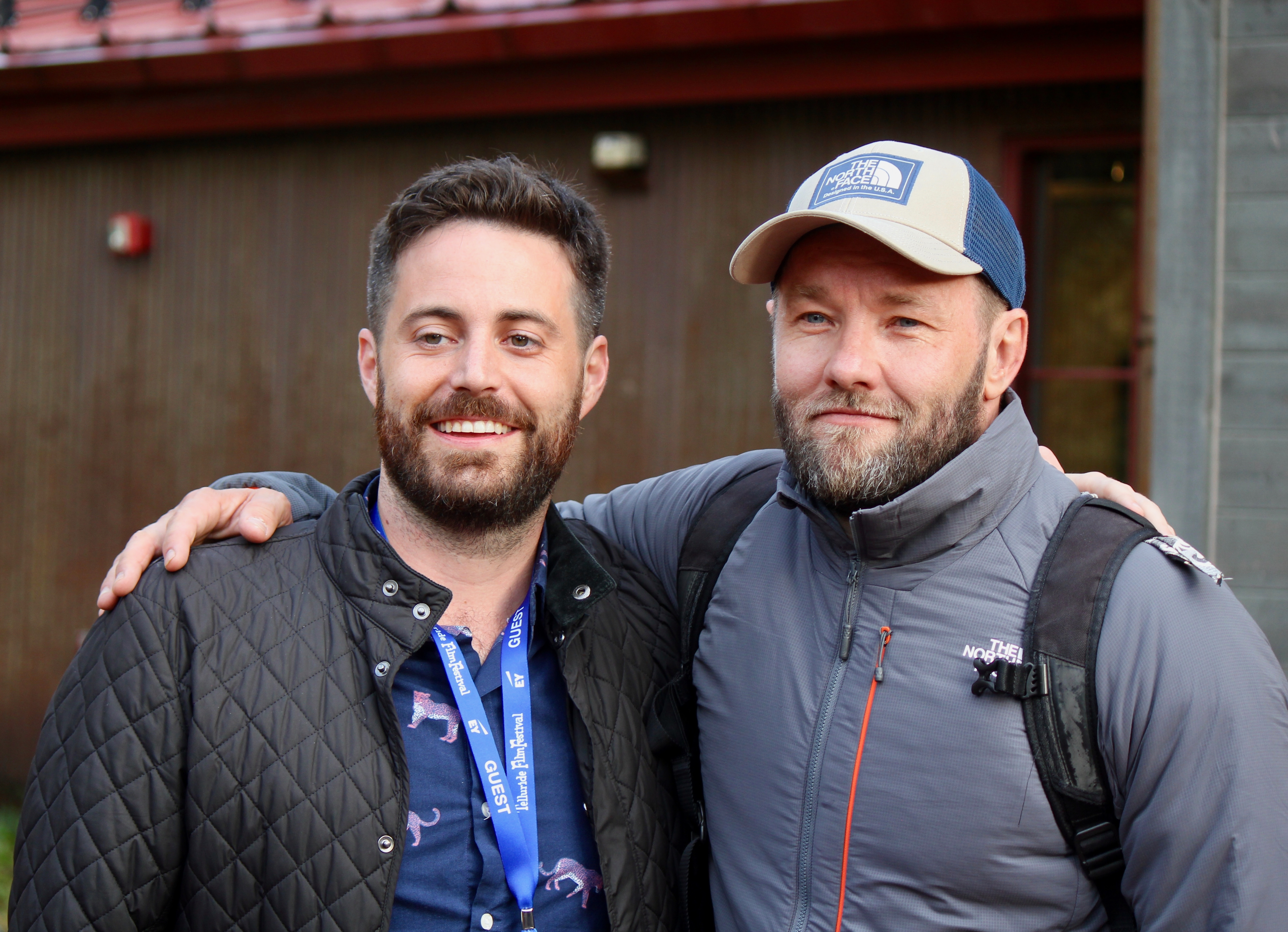
Garrard Conley và Joel Edgerton tại Liên hoan phim Telluride

Vào ngày 8 tháng 6 năm 2017, đã tiết lộ rằng một cuộc chiến đấu thầu đã bắt đầu giữa Netflix, Annapurna Pictures, Focus Feature và Amazon Studios để giành quyền phân phối cho gói phim được đặt thành sao Lucas Hedges, Joel Edgerton, Nicole Kidman và Russell Crowe, và được Edgerton đạo diễn và viết, dựa trên hồi ký của Garrard Conley Boy Erased. Vào ngày 21 tháng 6 năm 2017, đã có thông báo rằng cuộc chiến đấu thầu quyền phân phối cho Boy Erased đã sôi sục xuống Netflix và Tính năng tập trung, và cuối cùng đã giành được quyền.
Trong thông cáo báo chí, Edgerton tự hào nói về dự án, nêu rõ:
Tôi rất hào hứng được làm việc với một nhóm các diễn viên, dày dạn và mới, để đưa câu chuyện của Garrard lên màn ảnh. Tôi nghĩ Focus là đối tác hoàn hảo trong vấn đề này và tôi sẽ luôn cảm ơn Garrard vì đã tin tưởng vào niềm đam mê của tôi cho câu chuyện cuộc đời của anh ấy. Tôi không thể nghĩ ra lý do nào tốt hơn để quay lại phía sau camera.

Vào tháng 8 năm 2017, phần lớn các diễn viên phụ đã được công bố. Vào tháng 9 năm 2017, Joe Alwyn và Madelyn Cline cũng tham gia diễn xuất, và nhiếp ảnh chính trên phim bắt đầu từ ngày 8 tháng 9 năm 2017, tại Atlanta, Georgia. Vào tháng 4 năm 2018, việc quay lại đã diễn ra.

## Phát hành
Bộ phim đã được công chiếu trên toàn thế giới tại Liên hoan phim Telluride vào ngày 1 tháng 9 năm 2018. Nó cũng được chiếu tại Liên hoan phim quốc tế Toronto, lần đầu tiên cho báo chí và ngành công nghiệp vào ngày 8 tháng 9 năm 2018, sau đó cho công chúng vào ngày 11, 12 và 15 tháng 9. Bộ phim ban đầu dự kiến phát hành vào ngày 28 tháng 9 năm 2018, nhưng đã bị đẩy lùi đến ngày 2 tháng 11 năm 2018.

## Tiếp nhận

### Box office
Boy Erased đã mở tại năm rạp và thu về $207,057, trung bình $41,411 cho mỗi địa điểm, mức trung bình mở cửa cuối tuần cao thứ mười ba của năm 2018. Trong cuối tuần thứ hai, nó đã thu được $758,173 từ 77 rạp.
Boy Erased thu về 6,8 triệu đô la ở Hoa Kỳ và Canada và 4 triệu đô la ở các lãnh thổ khác với tổng doanh thu trên toàn thế giới là 10.8 đô la.

### Phản ứng quan trọng
Trên tổng hợp đánh giá Rotten Tomatoes, bộ phim giữ tỷ lệ phê duyệt 81% dựa trên 221 đánh giá, với điểm trung bình là 6,92 / 10. Sự đồng thuận quan trọng của trang web có nội dung: "Được neo trong sự đồng cảm của nhà văn-đạo diễn-ngôi sao Joel Edgerton, Boy Erased chứng minh con đường đến với bộ phim truyền hình phức tạp, được thực hiện mạnh mẽ cũng có thể được lát bằng những ý định tốt." Trên Metacritic, bộ phim có số điểm trung bình là 69 trên 100, dựa trên 48 nhà phê bình, cho thấy "đánh giá chung có lợi". Khán giả được thăm dò bởi PostTrak đã cho bộ phim đạt tổng điểm tích cực 95% và khuyến nghị xác định 85%".

### Giải thưởng
| Giải thưởng                            | Ngày lễ                         | Thể loại                               | Người được đề cử và người nhận                                                                                     | Kết quả   | Nguồn  |
| -------------------------------------- | ------------------------------- | -------------------------------------- | --- | --------- | ------ |
| Artios Awards                          | Ngày 31 tháng 1 năm 2019        | Feature Big Budget Drama               | Carmen Cuba, Tara Feldstein Bennett (Location Casting) Chase Paris (Location Casting), Shelby Cherniet (Associate) | Đề cử     | [ 22 ] |
| AACTA Awards                           | Ngày 2 tháng 12 năm 2018        | Best Adapted Screenplay                | Joel Edgerton | Đoạt giải | [ 23 ] |
| AACTA Awards                           | Ngày 2 tháng 12 năm 2018        | Best Direction                         | Joel Edgerton | Đề cử     | [ 23 ] |
| AACTA Awards                           | Ngày 2 tháng 12 năm 2018        | Best Film                              | Kerry Kohansky Roberts, Steve Golin, Joel Edgerton                                                                 | Đề cử     | [ 23 ] |
| AACTA Awards                           | Ngày 2 tháng 12 năm 2018        | Best Lead Actor                        | Lucas Hedges | Đề cử     | [ 23 ] |
| AACTA Awards                           | Ngày 2 tháng 12 năm 2018        | Best Supporting Actor                  | Russell Crowe | Đề cử     | [ 23 ] |
| AACTA Awards                           | Ngày 2 tháng 12 năm 2018        | Best Supporting Actor                  | Joel Edgerton | Đề cử     | [ 23 ] |
| AACTA Awards                           | Ngày 2 tháng 12 năm 2018        | Best Supporting Actress                | Nicole Kidman | Đoạt giải | [ 23 ] |
| Camerimage International Film Festival | Ngày 10 tháng 11 năm 2017, 2018 | Best Directorial Debut                 | Joel Edgerton | Đề cử     | [ 24 ] |
| Chicago International Film Festival    | Ngày 10-21 tháng 10 năm 2018    | Gold Q-Hugo Award                      | Boy Erased | Đề cử     | [ 25 ] |
| Cinema for Peace                       | Ngày 11 tháng 2 năm 2019        | Most Valuable Film of the Year         | Boy Erased | Đề cử     | [ 26 ] |
| Critics' Choice Movie Awards           | Ngày 13 tháng 1 năm 2019        | Best Supporting Actress                | Nicole Kidman | Đề cử     | [ 27 ] |
| Golden Globe Awards                    | Ngày 6 tháng 1 năm 2019         | Best Actor in a Motion Picture – Drama | Lucas Hedges | Đề cử     | [ 28 ] |
| Golden Globe Awards                    | Ngày 6 tháng 1 năm 2019         | Best Original Song                     | Revelation – Leland, Troye Sivan và Jónsi                                                                          | Đề cử     | [ 28 ] |
| Hollywood Music in Media Awards        | Ngày 14 tháng 11 năm 2018       | Best Original Song – Feature Film      | Revelation – Leland, Troye Sivan and Jónsi                                                                         | Đề cử     | [ 29 ] |
| Humanitas Prize                        | Ngày 8 tháng 2 năm 2019         | Drama Feature Film                     | Boy Erased | Đề cử     | [ 30 ] |
| Mill Valley Film Festival              | Ngày 3-13 tháng 10 năm 2018     | Audience Award – US Cinema             | Boy Erased | Runner-up | [ 31 ] |
| San Diego International Film Festival  | Ngày 10-14 tháng 10 năm 2018    | Audience Award                         | Boy Erased | Đoạt giải | [ 32 ] |
| Satellite Awards                       | Ngày 17 tháng 2 năm 2019        | Best Actor in a Motion Picture, Drama  | Lucas Hedges | Đề cử     | [ 33 ] |
| Satellite Awards                       | Ngày 17 tháng 2 năm 2019        | Best Original Song                     | Revelation – Leland, Troye Sivan and Jónsi                                                                         | Đề cử     | [ 33 ] |
| Satellite Awards                       | Ngày 17 tháng 2 năm 2019        | Best Supporting Actor                  | Russell Crowe | Đề cử     | [ 33 ] |
| Satellite Awards                       | Ngày 17 tháng 2 năm 2019        | Best Supporting Actress                | Nicole Kidman | Đề cử     | [ 33 ] |
| GLAAD Media Awards                     | 4 tháng 5 năm 2019              | Outstanding Film - Limited Release     | Boy Erased | Đoạt giải | [ 34 ] |